# Картавцов, Илья Михайлович
Илья Михайлович Картавцов (14(26) августа 1895, Курск, Курская губерния, Российская империя — 31 декабря 1971, Москва, СССР) — советский библиограф, генеалог, краевед и некрополист.

## Биография
Родился 14(26) августа 1895 года в Курске. Из дворян Тульской губернии. Детство прошло в разных городах Тульской губернии - Ефремове, Белёве - там, где служил его отец в Судебном ведомстве. Лето проводил в родовом имении в сельце Выковке Одоевского уезда Тульской губернии (теперь Арсеньевского района Тульской области).  Учился в реальном училище в Белёве, затем в Московском частном реальном училище Н.М.Урвачёва, экономическом отделении Московского коммерческого института. С 1914 года стал членом Тульской губернской учёной архивной комиссии.  Устроился на работу в Книжную палату в Москве и работал там продолжительное время. Являлся одним из организаторов и заведовал редакцией издания Журнальная летопись и активным членом Общества изучения русской усадьбы и Русского библиографического общества при МГУ. В 1930-е годы был необоснованно обвинён и репрессирован и был отправлен в ссылку, но к концу 1930-х годов (в 1957 г., см. И.М. Картавцов "Тут была подлинная русская жизнь...", М., "Минувшее", 2013 г., стр.36) власти назвали приговор ему ошибочным и поэтому его реабилитировали и сняли с него все обвинения и он вернулся в Москву и вновь вернулся в Книжную палату. На протяжении 40 лет увлекался сбором некрологических материалов.
Скончался 31 декабря 1971 года в Москве. Похоронен на кладбище при станции Долгопрудная Московской области.